# Сегет Доњи
Сегет Доњи је насељено место и седиште општине Сегет, Сплитско-далматинска жупанија, Република Хрватска.

## Географски положај
Налази се уз Јадранску обалу у Далмацији, западно од Трогира, на којег се наставља и представља природни продужетак.

## Историја
До територијалне реорганизације у Хрватској налазио се у саставу старе општине Трогир.

## Становништво
На попису становништва 2011. године, Сегет Доњи је имао 2.681 становника.
| Број становника по пописима | Број становника по пописима | Број становника по пописима | Број становника по пописима | Број становника по пописима | Број становника по пописима | Број становника по пописима | Број становника по пописима | Број становника по пописима | Број становника по пописима | Број становника по пописима | Број становника по пописима | Број становника по пописима | Број становника по пописима | Број становника по пописима | Број становника по пописима |
| --------------------------- | --------------------------- | --------------------------- | --------------------------- | --------------------------- | --------------------------- | --------------------------- | --------------------------- | --------------------------- | --------------------------- | --------------------------- | --------------------------- | --------------------------- | --------------------------- | --------------------------- | --------------------------- |
| 1857.                       | 1869.                       | 1880.                       | 1890.                       | 1900.                       | 1910.                       | 1921.                       | 1931.                       | 1948.                       | 1953.                       | 1961.                       | 1971.                       | 1981.                       | 1991.                       | 2001.                       | 2011                        |
| 0                           | 0                           | 0                           | 0                           | 0                           | 104                         | 0                           | 0                           | 754                         | 795                         | 987                         | 1.277                       | 1.654                       | 2.334                       | 2.466                       | 2.681                       |

Напомена: Исказује се као насеље од 1948. До 1981. исказивано је под именом Доњи Сегет. Подаци исказани у 1910. односе се на део насеља за који су подаци у 1921. и 1931. садржани у насељу Сегет Горњи.

### Попис1991.
На попису становништва 1991. године, насељено место Сегет Доњи је имало 2.334 становника, следећег националног састава:
| Попис 1991.‍   | Попис 1991.‍  | Попис 1991.‍ | Попис 1991.‍ | Попис 1991.‍ |
| ------------- | ------------ | ----------- | ----------- | ----------- |
|               |              |             |             |             |
| Хрвати        | Хрвати       |             | 2.199       | 94,21%      |
| Југословени   | Југословени  |             | 22          | 0,94%       |
| Срби          | Срби         |             | 18          | 0,77%       |
| Муслимани     | Муслимани    |             | 14          | 0,59%       |
| Црногорци     | Црногорци    |             | 9           | 0,38%       |
| Албанци       | Албанци      |             | 5           | 0,21%       |
| Словенци      | Словенци     |             | 4           | 0,17%       |
| Македонци     | Македонци    |             | 2           | 0,08%       |
| Бугари        | Бугари       |             | 1           | 0,04%       |
| Мађари        | Мађари       |             | 1           | 0,04%       |
| Немци         | Немци        |             | 1           | 0,04%       |
| Пољаци        | Пољаци       |             | 1           | 0,04%       |
| остали        | остали       |             | 2           | 0,08%       |
| неопредељени  | неопредељени |             | 13          | 0,55%       |
| регион. опр.  | регион. опр. |             | 14          | 0,59%       |
| непознато     | непознато    |             | 28          | 1,19%       |
| укупно: 2.334 |              |             |             |             |